# 辻本誠
辻本 誠（つじもと まこと、1951年5月29日 - ）は、日本の建築学者、工学博士。専門は防災学。
1974年、東京大学工学部建築学科卒業、1976年同大大学院工学系研究科修士課程修了。1978年、同大博士課程中退後、名古屋大学工学部助手となる。同大助教授、教授、大学院教授を経て、2004年から東京理科大学総合研究所火災研究部門教授。
著書に、『防・耐火総プロの研究開発成果と性能規定の考え方』（建築研究振興協会、1998年）、『火災に向き合う建築学-かけがえのない生命と財産を守るために』（大宮喜文との共著、オーム社<東京理科大学坊ちゃん選書>、2006年）がある。
名古屋大学の教授時代にドライミストを発案した者として世界的に知られるようになった。